# Kaplica św. Anny w Rudawce
Kaplica św. Anny w Rudawce – zabytkowa kaplica pochodząca z początków XIX wieku znajdująca się w Rudawce. 

## Historia
Kaplicę wzniesiono na początku XIX wieku. Wkrótce po wybudowaniu kaplicy wybuchł spór o prawo do użytkowania obiektu między rzymskimi katolikami a grekokatolikami (unitami). W 1815 r. polubownie uzgodniono, że w dniu święta patrona kaplicy św. Anny według kalendarza nowego stylu (gregoriańskiego) nabożeństwo będzie w niej odprawiał ksiądz rzymskokatolicki, zaś podług starego stylu (juliańskiego) ksiądz greckokatolicki. Jednakże w 1835 r. spór rozgorzał na nowo. Ukazem carskim z 6 listopada 1874 r. kaplicę przyznano unitom, a w rok później przekazano prawosławnym.
W 1920 r. świątynia została rewindykowana przez rzymskich katolików i, aktualnie należy do rzymskokatolickiej parafii św. Marii Magdaleny w Mikaszówce.

## Inne
W ołtarzu znajduje się obraz św. Anny. Przed kaplicą umieszczono tablicę z cytatem zaczerpniętym z przemówienia marszałka Józefa Piłsudskiego:
"... i nastał wyścig pracy, jak przedtem był wyścig krwi i żelaza".